# 欧阳庚
欧阳庚（1858年6月12日—1941年2月5日），字兆庭，号少白，广东香山县得能都大岭村人，清末首批中国官派留学生“留美幼童”之一，清末民初曾长期担任中国驻外外交官。

## 生平

### 留美幼童

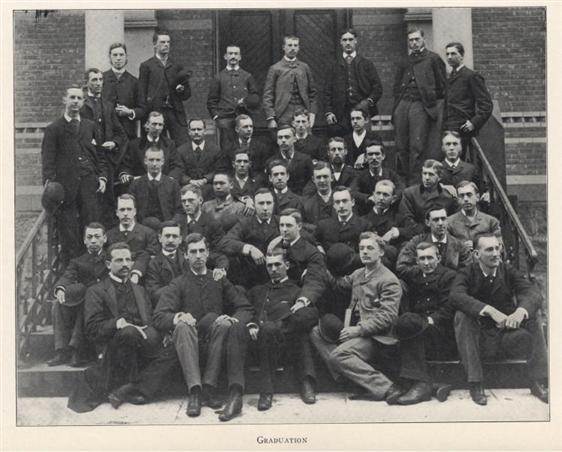
欧阳庚、詹天佑与他们的同学

1858年，欧阳庚出生于广东省香山县得能都大岭村。1872年，欧阳庚赴美国留学，是清末首批中国留美幼童之一。欧阳庚等第一批30名幼童于8月11日随陈兰彬从上海出发，途经日本横滨港换乘后横渡太平洋，于9月15日抵达美国西岸旧金山，然后乘火车横贯美国到东部康涅狄格河畔的斯普林菲尔德，最后到康涅狄格州寄宿攻读，开始了清政府設立的计划为期15年的留美学习。
这批幼童达到康州后被分配到当地美国家庭寄宿，接待欧阳庚的第一个家庭是布里奇波特的Guy B. Day，和他一起有罗国瑞和张康仁。1873年春，迁到西海文，接待家庭变为西海文海滨男生学校校长诺索布（Luther Hopkins Northrop），和他一起有詹天佑、罗国瑞和潘铭钟，欧阳庚他们进西海文海滨男生学校就读。1875年5月，欧阳庚与詹天佑考入纽海文的希尔豪斯高级中学（Hillhouse High School，又译为山房高中），改到高中附近贺纳（Henry A. Street）教授家里住宿，贺纳先生为大学教授，妻子露丝女士是山房高中的教师。1876年，欧阳庚等全部四批共113名幼童在大清国驻洋肄业局的安排下，到费城参观了费城世博会，他们一行受到了时任美国总统格兰特的的接见:179。1878年，欧阳庚考入耶鲁大学雪非尔德理工学院机械工程系，入学后按要求开始住校，不再寄住在美国家庭。1881年7月，欧阳庚和詹天佑完成了耶鲁大学三年的学业，获得了毕业文凭和学士学位，他们是中国留美幼童中最早大学毕业的两个人。同年，留美计划被清政府取消，包括欧阳庚他们在内的所有四批幼童奉召回国。回国后，欧阳庚等16人被分派到福州马尾船政学堂学习驾驶，1882年12月结业后到“扬武”号轻巡洋舰上实习舰课，1883年4月毕业。

### 外交生涯
1883年，从船政学堂毕业后，欧阳庚申请返回美国学习，后受其堂兄歐陽明推荐，在大清国駐美國紐約領事館任勤務，曾与同是留美幼童的温秉忠和张康仁共事。1886年，欧阳庚调任驻旧金山总领事馆副領事。1904年，时任驻旧金山副領事的欧阳庚出任圣路易斯世博会中国代表团的联络官:163。同年，因“随使期满”，欧阳庚被清廷赏“三代一品封典”。
1906年4月18日，旧金山大地震爆发，当日7.7级的地震及之后的余震，以及地震引发的火灾给旧金山造成了极大的破坏。欧阳庚一家的住所，也就是中国驻旧金山总领事馆在地震中崩坍，欧阳庚肋骨折断，左侧头部大面积烧伤，大女儿锡淑在地震中罹难。欧阳庚与骆丽莲夫妇开办了一家孤儿院，收养了很多因为地震失去父母的孤儿，其中一个是父母均在地震中遇难的混血女孩欧阳瑛，欧阳瑛的祖籍也是中山，父亲出生在美国，母亲是白人，地震中她的父母和两个哥哥均罹难，成大后，欧阳瑛成为一名飞行员，曾驾驶飞机作长途飞行，从美国洛杉矶飞抵智利圣地亚哥，获美国总统接见。
1909年1月，清政府在英属缅甸的仰光开设领事馆，欧阳庚被任命为首任驻仰光领事。同年7月，被调英属加拿大温哥华领事馆任领事。1910年1月16日，中国与巴拿马建立領事級外交關係，欧阳庚被任命为大清第一任驻巴拿马总领事，3月，离开温哥华，经旧金山、新奥尔良等地，前往巴拿马赴任。5月9日，欧阳庚一行抵达巴拿马，中国驻巴拿马总领事馆正式开馆。1910年，欧阳庚被清政府任命为驻墨西哥专案特使，办理1908年墨西哥革命时杀死华侨311人的索赔专案。赴墨西哥之前，王国维、罗振玉曾委托他到中美洲后，设法调查“华侨中有无殷人东迁的痕迹”。
1912年中华民国建立后，欧阳庚仍任驻巴拿马总领事，1913年因抵制巴拿马排华法案，其领事状被巴政府撤销，后被驱逐。:1181914年，欧阳庚被委任为中华民国驻荷属爪哇（现印度尼西亚）总领事，1919年，改任驻英国大使馆一等秘书。1922年2月24日，任駐智利公使館一等秘書官代辦使事。从1919年4月开始，中华民国政府开始与玻利维亚政府接触，时任驻智利代办的欧阳庚直接参与跟玻利维亚政府的交涉，并于1924年12月，以驻玻利维亚条约特使的身份担任中方全权代表与玻方互换条约。1927年8月27日，卸任驻智利代办，之后在北京政府外交部任职。后因病退休，1941年在北京逝世，享年84岁。

## 家庭

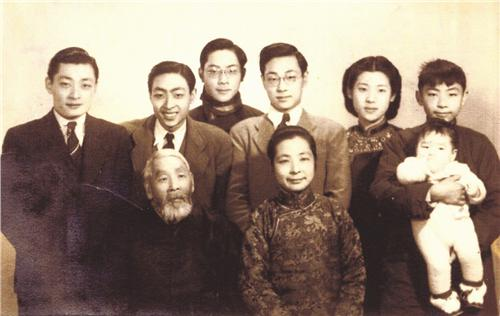
欧阳庚最后的全家福，摄于1940年

欧阳庚出生于广东省香山县得能都大岭村，其堂兄欧阳明，字辉庭，号锦堂，曾任大清国驻金山总领事。堂弟欧阳祺、侄子欧阳昆也都曾出任中国驻外外交官。
欧阳庚的第一个妻子骆丽莲（Lillian Tien Loy）是加州华裔，毕业于芝加哥医学院。两人于1891年结婚，育有两子一女：长子锡爵（Earl）生于1893年；次子锡恩（Victor）生于1894年，1902年早夭；长女锡淑，在1906年大地震中罹难。由于在1906年的大地震中负伤，骆丽莲1909年1月因旧伤复发病逝。
1914年，欧阳庚与第二任妻子陈锦梅结婚，生六子一女，次女欧阳可贞及八子欧阳可彦早夭。三子欧阳可宏，出生于1915年，肄业于齐鲁大学无线电系、辅仁大学物理系，毕业于美国内华达州大学无线电系，曾在缅甸和昆明参与抗战，抗战胜利后，任美国CA无线电公司总工程师，1959年与妻子陈培真入股经营纽约米舟画廊，1979年逝世。四子欧阳可亮，1918年生于北京，1945年11月到台湾，毕业于江苏东吴大学、日本拓殖大学研究院，曾在拓殖大学任教，为著名的甲骨文学家，1992年逝世。五子欧阳可祥，亦在辅仁大学读书，抗战期间运送物资时牺牲，为辅仁大学八烈士之一，时年仅26岁。六子欧阳可强，1920出生，毕业于辅仁大学物理系，曾任中国冶金部技术情报室工程师，1980年后移居日本，日本东京都拓殖大学八王子分校、樱美林大学讲师。七子欧阳可佑，辅仁大学化学系及台湾工业试验所硕士毕业，曾任台湾糖业公司工程师，西德拜耳大药厂台湾总代理，建盈化工公司总经理。八子欧阳可彦1928年生，1930年夭折。1974年，陈锦梅辞世，1976年，孙子欧阳效光将欧阳庚从北京移葬日本东京都八王子灵园。